# کوه‌های کوره
کوه‌های کوره (به ترکی استانبولی: Küre Dağları) (نام کهن: کوه‌های اسفندیار) رشته‌کوهی در منطقهٔ دریای سیاه است. در بخش غربی منطقهٔ دریای سیاه، کوه‌های کوره در میان سه رشته‌کوه موازی دیگر نزدیک‌ترین رشته‌کوه به ساحل است، که بر روی پشته‌های پهن خود قرار دارد و ارتفاع آن در پشت منطقهٔ آیانجیک از ۱۵۰۰ متر فراتر می‌رود. بلندترین قلهٔ این رشته‌کوه‌ها در کوه یارالی‌گؤز، با ۲۰۱۹ متر ارتفاع، قرار دارد. طول شرقی-غربی این رشته‌کوه‌ها میان سینوب و بارتین بیش از ۳۰۰ کیلومتر است. شاخهٔ نخست این رشته‌کوه از اولوس در استان بارتین آغاز می‌شود و تا شهرستان آزداوای امتداد دارد، و شاخهٔ دوم آن بین اینه‌بلو و ارفلک ادامه دارد. با این حال، شاخهٔ سوم و پایانی این رشته‌کوه از شهر گرزه در استان سینوب آغاز شده و تا یاکاکنت و آلاچام در استان صامسون ادامه یافته است. تودهٔ کوهستانی که به‌صورت تند و تیز به‌سوی ساحل امتداد یافته، در محدوده‌های دلتای قزل ایرماق پایان می‌یابد.
این رشته‌کوه‌ها برخی از مناطق و شهرهای استان قسطمونی را از نوار ساحلی جدا می‌کنند. کوه‌های پُرشیب و ناهموار کوره باعث تغییر عناصر اقلیمی در فاصله‌های کوتاه شده و در نتیجه، مناطق دارای ریزاقلیم ایجاد کرده است. در بخش‌های نزدیک به ساحل، اقلیم دریای سیاه حاکم بوده، در حالی‌که در نواحی داخلی، اقلیم قاره‌ای نمود بیشتری پیدا می‌کند. از ویژگی‌های مناطق داخلی نوسانات دمایی، تفاوت زیاد دما، افزایش پدیده یخبندان و امتداد آن تا فصل بهار است. در نواحی دور از دریا، میزان بارندگی حدوداً نصف مقدار آن در نواحی ساحلی است. بر اساس طبقه‌بندی سرّیر ارینچ، نواحی ساحلی کوه در اقلیم نیمه‌مرطوب و مناطق داخلی در اقلیم نیمه‌خشک قرار دارند.

## شکل‌گیری
این رشته‌کوه بخشی از سیستم کوهستانی است که در نتیجهٔ سامانهٔ کوه‌زایی آلپی به وجود آمده است. هنگامی که بخش‌هایی از بستر دریای تتیس که پس از تجزیهٔ خشکی پانگه‌آ شکل گرفته بود تحت فشار قارهٔ آفریقا بر روی شبه‌جزیرهٔ آناتولی قرار گرفت و بالا آمد. کوه‌های کوره بخشی از رشته‌کوهی هستند که از فرانسه آغاز شده، از بالکان گذشته، با آناتولی و قفقاز و ایران ادامه یافته و تا رشته‌کوه‌های هیمالیا امتداد می‌یابد.

## پوشش گیاهی
دامنه‌های آن پوشیده از جنگل است.